# Kleinbahnwinkel
Der Kleinbahnwinkel (auch Kleinbahnbezirk) umfasst eine Gruppe von Ortschaften im Südosten des Landkreises Verden. Er gehört zur Gemeinde Kirchlinteln und bildet den Südteil der flächengrößten Landgemeinde des Landkreises. Der Name leitet sich von der Bahnstrecke Verden (Aller)–Walsrode Nord ab. Der nördliche Gemeindeteil wird als Lintelner Geest bezeichnet. Die Grenze zum übrigen Teil der Gemeinde wird heute meistens entlang der Bundesautobahn 27 gezogen.

## Sehenswürdigkeiten
Geprägt sind die Dörfer durch weite Wald- und Heidegebiete und durch die Niederung der Aller. In der Ortschaft Wittlohe befindet sich die evangelisch-lutherische St. Jakobikirche. In Armsen befinden sich mehrere geschützte Feuchtgebiete und Quellen. Weiterhin sehenswert sind die alten Fachwerkhäuser und Bauernhöfe in Otersen und auch das Fliegergrab im Dalsch (Waldgebiet zwischen Wittlohe und Hohenaverbergen) ist einen Besuch Wert.

## Ortschaften
- Armsen
- Hohenaverbergen
- Luttum
- Neddenaverbergen, Ortsteil:
  - Lehringen
- Otersen, Ortsteile:
  - Otersen im Sande
  - Ludwigslust
- Stemmen
- Wittlohe

Koordinaten: 52° 50′ N, 9° 20′ O